# Lista do patrimônio histórico em Mato Grosso do Sul
Essa é uma sublista da lista do patrimônio histórico no Brasil para o estado brasileiro de Mato Grosso do Sul.
| Município | Monumento ou obra                                          | Esfera do tombamento | Uso atual | Ano do tombamento |
| --------- | ---------------------------------------------------------- | -------------------- | --------- | ----------------- |
| Bonito    | Grutas do Lago Azul e de Nossa Senhora Aparecida           | Federal              | —         | 1978              |
| Corumbá   | Conjunto histórico, arquiteônico e paisagístico de Corumbá | Federal              | —         | 1993              |
| Corumbá   | Conjunto de edificações do Forte Coimbra                   | Federal              | —         | 1975              |

## Fonte
- IPHAN. Arquivo Noronha Santos